# ويليام هولدن (ممثل)
ويليام هولدن (بالإنجليزية: William Holden)‏ هو ممثل أمريكي، ولد في 22 مايو 1862 بروتشستر في الولايات المتحدة، وتوفي في 3 مارس 1932 بلوس أنجلوس في الولايات المتحدة.

## أعمال

### أفلام
- (1931) ارقصوا أيها الحمقى

## وصلات خارجية
- ويليام هولدن على موقع IMDb (الإنجليزية)
- ويليام هولدن على موقع أول موفي (الإنجليزية)
- ويليام هولدن على موقع قاعدة بيانات الفيلم (الإنجليزية)
- ويليام هولدن على موقع كينوبويسك (الروسية)